# Ogre (distrito)
Ogre (letão: Ogres rajons) é um distrito da Letônia localizado na região de Riga. Sua capital e principal cidade é Ogre.

## Cidades
- Ikšķile
- Ķegums
- Lielvārde
- Ogre